# 딕스: 더 뮤지컬
"딕스: 더 뮤지컬"(영어: Dicks: The Musical)은 2023년 개봉한 미국의 블랙 코미디, 뮤지컬 영화로, 래리 찰스가 감독을 맡았다.